# Lysning til ægteskab
Lysning af bryllup, bekendtgørelse fra prædikestolen af et forestående bryllup. Tidligere skulle præsten tre søndage i træk bekendtgøre, at et par skulle vies, for derigennem at sikre at der ingen protester var. Den obligatoriske lysning blev afskaffet i Danmark i 1969, men lysning kan stadig foretages, hvis brudeparret ønsker det.
Af lov om ægteskabs indgåelse og opløsning:

§ 14. Efter parternes ønske kan der ske lysning ved kundgørelse fra prædikestolen. Regler herom fastsættes af kirkeministeren.